# Tímea Babos
Tímea Babos (Sopron, 10 de maig de 1993) és una jugadora professional de tennis hongaresa. Ha aconseguit tres títols individuals però destaca clarament en categoria de dobles amb 23 títols i esdevenint número 1 del rànquing l'any 2018, la primera tennista hongaresa en aconseguir aquesta fita. En el seu palmarès destaquen tres títols de Grand Slam de dobles femenins a l'Open d'Austràlia (2018, 2020) i al Roland Garros (2019), tots amb Kristina Mladenovic com a companya, en un total de set finals disputades. També va disputat dues finals en dobles mixts sense èxit.
Babos és membre de l'acadèmia de tennis Gosling. Actualment resideix a Sopron, Hongria.
Durant el 2010 va aconseguir disputar les quatre finals júnior dels Gran Slam en dobles, emportant-se el títol en totes a excepció de l'Open Austràlia, tots al costat d'una mateixa companya, l'estatunidenca Sloane Stephens.
La seva parella tennística, Kristina Mladenovic, li va posar el sobrenom de "Babosdook" en referència a la pel·lícula The Babadook.

## Torneigs de Grand Slam

### Dobles femenins: 8 (4−4)
| Resultat   | Núm. | Any  | Torneig              | Parella             | Oponents                           | Marcador            |
| ---------- | ---- | ---- | -------------------- | ------------------- | ---------------------------------- | ------------------- |
| Finalista  | 1.   | 2014 | Wimbledon            | Kristina Mladenovic | Sara Errani Roberta Vinci          | 1−6, 3−6            |
| Finalista  | 2.   | 2016 | Wimbledon (2)        | Iaroslava Xvédova   | Serena Williams Venus Williams     | 3−6, 4−6            |
| Guanyadora | 1.   | 2018 | Open d'Austràlia     | Kristina Mladenovic | Iekaterina Makàrova Ielena Vesninà | 6−4, 6−3            |
| Finalista  | 3.   | 2018 | US Open              | Kristina Mladenovic | Ashleigh Barty CoCo Vandeweghe     | 6−3, 6−7(2), 6−7(6) |
| Finalista  | 4.   | 2019 | Open d'Austràlia     | Kristina Mladenovic | Samantha Stosur Zhang Shuai        | 3−6, 4−6            |
| Guanyadora | 2.   | 2019 | Roland Garros        | Kristina Mladenovic | Duan Yingying Zheng Saisai         | 6−2, 6−3            |
| Guanyadora | 3.   | 2020 | Open d'Austràlia (2) | Kristina Mladenovic | Hsieh Su-wei Barbora Strýcová      | 6−2, 6−1            |
| Guanyadora | 4.   | 2020 | Roland Garros (2)    | Kristina Mladenovic | Alexa Guarachi Desirae Krawczyk    | 6−4, 7−5            |

### Dobles mixts: 2 (0−2)
| Resultat  | Núm. | Any  | Torneig          | Parella        | Oponents                      | Marcador         |
| --------- | ---- | ---- | ---------------- | -------------- | ----------------------------- | ---------------- |
| Finalista | 1.   | 2015 | Wimbledon        | Alexander Peya | Martina Hingis Leander Paes   | 1−6, 1−6         |
| Finalista | 2.   | 2018 | Open d'Austràlia | Rohan Bopanna  | Gabriela Dabrowski Mate Pavić | 6−2, 4−6, [9−11] |

## Palmarès

### Individual: 8 (3−5)
| Llegenda                                  |
| ----------------------------------------- |
| Grand Slam (0−0)                          |
| WTA Tour Championships / WTA Finals (0−0) |
| Premier Mandatory (0−0)                   |
| Premier 5 (0−0)                           |
| Premier (0−0)                             |
| International (3−5)                       |

| Títols per superfície |
| --------------------- |
| Dura (3−3)            |
| Gespa (0−0)           |
| Terra batuda (0−1)    |
| Moqueta (0−1)         |

| Resultat   | Núm. | Data                   | Torneig                      | Superfície   | Oponent             | Marcador         |
| ---------- | ---- | ---------------------- | ---------------------------- | ------------ | ------------------- | ---------------- |
| Guanyadora | 1.   | 26 de febrer de 2012   | Monterrey, Mèxic             | Dura         | Alexandra Cadanţu   | 6−4, 6−4         |
| Finalista  | 1.   | 2 de maig de 2015      | Marràqueix, Marroc           | Terra batuda | Elina Svitòlina     | 5−7, 6−7(3)      |
| Finalista  | 2.   | 5 d'agost de 2016      | Florianópolis, Brasil        | Dura         | Irina-Camelia Begu  | 6−2, 4−6, 3−6    |
| Guanyadora | 2.   | 26 de febrer de 2017   | Budapest, Hongria            | Dura (i)     | Lucie Šafářová      | 6−7(4), 6−4, 6−3 |
| Finalista  | 3.   | 17 de setembre de 2017 | Quebec, Canadà               | Moqueta (i)  | Alison Van Uytvanck | 7−5, 4−6, 1−6    |
| Finalista  | 4.   | 30 de setembre de 2017 | Taixkent, Uzbekistan         | Dura         | Katerina Bondarenko | 4−6, 4−6         |
| Guanyadora | 3.   | 4 de febrer de 2018    | Taipei, República de la Xina | Dura (i)     | Katerina Kozlova    | 7−5, 6−1         |
| Finalista  | 5.   | 8 d'abril de 2018      | Monterrey                    | Dura         | Garbiñe Muguruza    | 6−3, 4−6, 3−6    |

### Dobles femenins: 39 (26−13)
| 2009 − 2020             | Després de 2021 |
| ----------------------- | --------------- |
| Grand Slam (3−4)        |                 |
| WTA Finals (3−0)        |                 |
| Premier Mandatory (0−4) | WTA 1000 (0−0)  |
| Premier 5 (2−1)         | WTA 1000 (0−0)  |
| Premier (3−1)           | WTA 500 (2−0)   |
| International (12−3)    | WTA 250 (1−0)   |

| Títols per superfície |
| --------------------- |
| Dura (14−9)           |
| Gespa (2−2)           |
| Terra batuda (9−2)    |
| Moqueta (1−0)         |

| Resultat   | Núm. | Data                   | Torneig                         | Superfície       | Parella                   | Oponents                                 | Marcador            |
| ---------- | ---- | ---------------------- | ------------------------------- | ---------------- | ------------------------- | ---------------------------------------- | ------------------- |
| Guanyadora | 1.   | 17 de juny de 2012     | Birmingham, Regne Unit          | Gespa            | Hsieh Su-wei              | Liezel Huber Lisa Raymond                | 7−5, 6−7(2), [10−8] |
| Finalista  | 1.   | 12 de gener de 2013    | Hobart, Austràlia               | Dura             | Mandy Minella             | Garbiñe Muguruza María Teresa Torró Flor | 3−6, 6−7(5)         |
| Guanyadora | 2.   | 24 de febrer de 2013   | Bogotà, Colòmbia                | Terra batuda     | Mandy Minella             | Eva Birnerová Alexandra Panova           | 6−4, 6−3            |
| Guanyadora | 3.   | 7 d'abril de 2013      | Monterrey, Mèxic                | Dura             | Kimiko Date-Krumm         | Eva Birnerová Tamarine Tanasugarn        | 6−1, 6−4            |
| Guanyadora | 4.   | 28 d'abril de 2013     | Marràqueix, Marroc              | Terra batuda     | Mandy Minella             | Petra Martić Kristina Mladenovic         | 6−3, 6−1            |
| Guanyadora | 5.   | 14 de setembre de 2013 | Taixkent, Uzbekistan            | Dura             | Iaroslava Xvédova         | Mandy Minella Olga Govortsova            | 6−3, 6−3            |
| Guanyadora | 6.   | 10 de gener de 2014    | Sydney, Austràlia               | Dura             | Lucie Šafářová            | Sara Errani Roberta Vinci                | 7−5, 3−6, [10−7]    |
| Finalista  | 2.   | 2 de febrer de 2014    | París, França                   | Dura (i)         | Kristina Mladenovic       | Anna-Lena Grönefeld Květa Peschke        | 7−6(7), 4−6, [5−10] |
| Finalista  | 3.   | 6 d'abril de 2014      | Monterrey                       | Dura             | Olga Govortsova           | Darija Jurak Megan Moulton-Levy          | 6−7(5), 6−3, [9−11] |
| Guanyadora | 7.   | 20 d'abril de 2014     | Kuala Lumpur, Malàisia          | Dura             | Chan Hao-ching            | Latisha Chan Zheng Saisai                | 6−3, 6−4            |
| Finalista  | 4.   | 5 de juliol de 2014    | Wimbledon, Regne Unit           | Gespa            | Kristina Mladenovic       | Sara Errani Roberta Vinci                | 1−6, 3−6            |
| Finalista  | 5.   | 17 d'agost de 2014     | Cincinnati, Estats Units        | Dura             | Kristina Mladenovic       | Raquel Kops-Jones Abigail Spears         | 1−6, 0−2, retirada  |
| Guanyadora | 8.   | 21 de febrer de 2015   | Dubai, Emirats Àrabs Units      | Dura             | Kristina Mladenovic       | Garbiñe Muguruza Carla Suárez Navarro    | 6−3, 6−2            |
| Guanyadora | 9.   | 1 de maig de 2015      | Marràqueix (2)                  | Terra batuda     | Kristina Mladenovic       | Laura Siegemund Marina Zanevska          | 6−1, 7−6(5)         |
| Guanyadora | 10.  | 17 de maig de 2015     | Roma, Itàlia                    | Terra batuda     | Kristina Mladenovic       | Martina Hingis Sania Mirza               | 6−4, 6−3            |
| Finalista  | 6.   | 3 d'abril de 2016      | Miami, Estats Units             | Dura             | Iaroslava Xvédova         | B. Mattek-Sands Lucie Šafářová           | 3−6, 4−6            |
| Finalista  | 7.   | 9 de juliol de 2016    | Wimbledon (2)                   | Gespa            | Iaroslava Xvédova         | Serena Williams Venus Williams           | 3−6, 4−6            |
| Finalista  | 8.   | 5 d'agost de 2016      | Florianópolis, Brasil           | Dura             | Réka Luca Jani            | Liudmila Kitxenok Nadia Kitxenok         | 3−6, 1−6            |
| Guanyadora | 11.  | 14 de gener de 2017    | Sydney (2)                      | Dura             | Anastassia Pavliutxénkova | Sania Mirza Barbora Strýcová             | 6−4, 6−4            |
| Guanyadora | 12.  | 6 de maig de 2017      | Rabat (3)                       | Terra batuda     | Andrea Hlaváčková         | Nina Stojanović Marina Zanevska          | 2−6, 6−3, [10−5]    |
| Finalista  | 9.   | 14 de maig de 2017     | Madrid, Espanya                 | Terra batuda     | Andrea Hlaváčková         | Latisha Chan Martina Hingis              | 4−6, 3−6            |
| Guanyadora | 13.  | 17 de setembre de 2017 | Quebec, Canadà                  | Moqueta (i)      | Andrea Hlaváčková         | Bianca Andreescu Carson Branstine        | 6−3, 6−1            |
| Guanyadora | 14.  | 30 de setembre de 2017 | Taixkent (2)                    | Dura             | Andrea Hlaváčková         | Nao Hibino Oksana Kalashnikova           | 7−5, 6−4            |
| Finalista  | 10.  | 8 d'octubre de 2017    | Pequín, Xina                    | Dura             | Andrea Hlaváčková         | Latisha Chan Martina Hingis              | 1−6, 4−6            |
| Guanyadora | 15.  | 22 d'octubre de 2017   | Moscou, Rússia                  | Dura (i)         | Andrea Hlaváčková         | Nicole Melichar Anna Smith               | 6−2, 3−6, [10−3]    |
| Guanyadora | 16.  | 29 d'octubre de 2017   | WTA Finals, Kallang, Singapur   | Dura (i)         | Andrea Hlaváčková         | Kiki Bertens Johanna Larsson             | 4−6, 6−4, [10−5]    |
| Guanyadora | 17.  | 28 de gener de 2018    | Open d'Austràlia, Austràlia     | Dura             | Kristina Mladenovic       | Iekaterina Makàrova Ielena Vesninà       | 6−4, 6−3            |
| Finalista  | 11.  | 13 de maig de 2018     | Madrid (2)                      | Terra batuda     | Kristina Mladenovic       | Iekaterina Makàrova Ielena Vesninà       | 6−2, 4−6, [8−10]    |
| Guanyadora | 18.  | 24 de juny de 2018     | Birmingham (2)                  | Gespa            | Kristina Mladenovic       | Elise Mertens Demi Schuurs               | 4−6, 6−3, [10−8]    |
| Finalista  | 12.  | 9 de setembre de 2018  | US Open, Estats Units           | Dura             | Kristina Mladenovic       | Ashleigh Barty CoCo Vandeweghe           | 6−3, 6−7(2), 6−7(6) |
| Guanyadora | 19.  | 28 d'octubre de 2018   | WTA Finals, Kallang (2)         | Dura (i)         | Kristina Mladenovic       | Barbora Krejčíková Kateřina Siniaková    | 6−4, 7−5            |
| Finalista  | 13.  | 27 de gener de 2019    | Open d'Austràlia                | Dura             | Kristina Mladenovic       | Samantha Stosur Zhang Shuai              | 3−6, 4−6            |
| Guanyadora | 20.  | 28 d'abril de 2019     | Istanbul, Turquia               | Terra batuda     | Kristina Mladenovic       | Alexa Guarachi Sabrina Santamaria        | 6−1, 6−0            |
| Guanyadora | 21.  | 9 de juny de 2019      | Roland Garros, França           | Terra batuda     | Kristina Mladenovic       | Duan Yingying Zheng Saisai               | 6−2, 6−3            |
| Guanyadora | 22.  | 3 de novembre de 2019  | WTA Finals, Shenzhen, Xina (3)  | Dura (i)         | Kristina Mladenovic       | Hsieh Su-wei Barbora Strýcová            | 6−1, 6−3            |
| Guanyadora | 23.  | 2 de febrer de 2020    | Open d'Austràlia, Austràlia (2) | Dura             | Kristina Mladenovic       | Hsieh Su-wei Barbora Strýcová            | 6−2, 6−1            |
| Guanyadora | 24.  | 21 d'abril de 2024     | Rouen, França                   | Terra batuda (i) | Irina Khromacheva         | Naiktha Bains Maia Lumsden               | 6−3, 6−4            |
| Guanyadora | 25.  | 2 de febrer de 2025    | Linz, Àustria                   | Dura (i)         | Luisa Stefani             | Liudmila Kitxenok Nadiia Kichenok        | 3−6, 7−5, [10−4]    |
| Guanyadora | 26.  | 24 de maig de 2025     | Estrasburg, França              | Terra batuda     | Luisa Stefani             | Guo Hanyu N. Melichar-Martinez           | 6−3, 6−7(4), [10−7] |

#### Períodes com a número 1
| Núm. | Precedida per                      | Dates                   | Succeïda per                          | Setmanes | Acumulat |
| ---- | ---------------------------------- | ----------------------- | ------------------------------------- | -------- | -------- |
| 1.   | Iekaterina Makàrova Ielena Vesninà | 16/07/2018 − 12/08/2018 | Latisha Chan                          | 4        | 4        |
| 2.   | Latisha Chan                       | 20/08/2018 − 21/10/2018 | Barbora Krejčíková Kateřina Siniaková | 9        | 13       |

### Dobles mixts: 2 (0−2)
| Resultat  | Núm. | Data                 | Torneig                     | Superfície | Parella        | Oponents                      | Marcador         |
| --------- | ---- | -------------------- | --------------------------- | ---------- | -------------- | ----------------------------- | ---------------- |
| Finalista | 1.   | 12 de juliol de 2015 | Wimbledon, Regne Unit       | Gespa      | Alexander Peya | Martina Hingis Leander Paes   | 1−6, 1−6         |
| Finalista | 2.   | 28 de gener de 2018  | Open d'Austràlia, Austràlia | Dura       | Rohan Bopanna  | Gabriela Dabrowski Mate Pavić | 6−2, 4−6, [9−11] |

## Trajectòria

### Individual
| Open d'Austràlia | A   | Q2    | 1R   | 1R   | 1R    | 2R    | 1R    | 2R    | 2R   | 1R  | 2R | 0 / 9     | 4 – 9     |
| Roland Garros | A   | 1R    | Q2   | Q3   | 1R    | 2R    | 1R    | 1R    | 1R   | 1R  | Q2 | 0 / 7     | 1 – 7     |
| Wimbledon | A   | 2R    | 1R   | 1R   | 2R    | 2R    | 1R    | 1R    | Q1   | NC  | 1R | 0 / 8     | 3 – 8     |
| US Open | Q1  | 1R    | 1R   | 1R   | 1R    | 3R    | 2R    | 1R    | 2R   | 1R  |    | 0 / 9     | 4 – 9     |
| Total Victòries−Derrotes | 1−1 | 14−15 | 9−16 | 4−11 | 12−21 | 35−28 | 20−26 | 19−24 | 4−13 | 0−6 |    | 122 – 168 | 122 – 168 |
| Rànquing a final d'any | 153 | 64    | 88   | 99   | 85    | 26    | 57    | 61    | 104  | 115 |    |           |           |
| Llegenda: G: Guanyadora; F: Finalista; SF: Semifinalista; QF: Quarts de final; Q: Qualificació; A: Absent; RR: Round Robin; |     |       |      |      |       |       |       |       |      |     |    |           |           |

### Dobles femenins
| Open d'Austràlia | A   | A     | 1R          | 3R          | 2R          | 2R    | 3R          | G           | F           | G           | A   | A  | 2R | 2R | 2 / 10    | 25 – 8    |
| Roland Garros | A   | 4R    | 3R          | 3R          | 1R          | 4R    | 2R          | QF          | G           | G           | 1R  | A  | 2R |    | 2 / 11    | 22 – 9    |
| Wimbledon | A   | 1R    | 1R          | F           | SF          | F     | 3R          | QF          | SF          | NC          | 1R  | A  | 3R |    | 0 / 10    | 25 – 10   |
| US Open | A   | 1R    | 2R          | 1R          | 3R          | 3R    | QF          | F           | QF          | 2R          | A   | A  | 1R |    | 0 / 10    | 20 – 10   |
| Jocs Olímpics | NC  | 1R    | No celebrat | No celebrat | No celebrat | 1R    | No celebrat | No celebrat | No celebrat | No celebrat | A   | NC | NC |    | 0 / 2     | 0 – 2     |
| WTA Finals | A   | A     | A           | A           | RR          | QF    | G           | G           | G           | NC          | A   | A  | A  |    | 3 / 5     | 12 – 3    |
| Total Victòries−Derrotes | 0−1 | 10−13 | 29−13       | 31−16       | 33−16       | 35−22 | 48−13       | 38−14       | 33−11       | 15−2        | 8−5 |    |    |    | 274 – 125 | 274 – 125 |
| Rànquing a final d'any | 145 | 90    | 45          | 21          | 11          | 15    | 7           | 3           | 3           | 4           | 25  |    |    |    |           |           |
| Llegenda: G: Guanyadora; F: Finalista; SF: Semifinalista; QF: Quarts de final; Q: Qualificació; A: Absent; RR: Round Robin; |     |       |             |             |             |       |             |             |             |             |     |    |    |    |           |           |

### Dobles mixts
| Open d'Austràlia | A  | 1R | A  | A  | F  | 2R |    |  |  |  | 1R | 0 / 4 | 5 – 4 |
| Roland Garros | SF | QF | A  | A  | 1R | 2R | NC |  |  |  |    | 0 / 4 | 6 – 4 |
| Wimbledon | 3R | F  | A  | A  | A  | A  | NC |  |  |  |    | 0 / 2 | 7 – 2 |
| US Open | 1R | A  | 2R | QF | A  | A  | NC |  |  |  |    | 0 / 3 | 3 – 3 |
| Llegenda: G: Guanyadora; F: Finalista; SF: Semifinalista; QF: Quarts de final; Q: Qualificació; A: Absent; RR: Round Robin; |    |    |    |    |    |    |    |  |  |  |    |       |       |

## Guardons
- WTA Doubles Team of the Year (2) (2019-2020 amb Kristina Mladenovic)
- ITF Doubles World Champion (2019 amb Kristina Mladenovic)